# Strephonota strephon
Espèce
Strephonota strephon est un papillon de la famille des Lycaenidae, de la sous-famille des Theclinae et du genre Strephonota.

## Dénomination
Strephonota strephon a été décrit par  Johan Christian Fabricius en 1775 sous le nom de Papilio strephon.
Synonymes : Papilio sichaeus Cramer, [1777]; Thecla strephon occidentalis Lathy, 1926.

## Description
Strephonota strephon est un petit papillon aux antennes et aux pattes annelées de noir et de blanc avec une très courte et une longue fine queue à chaque aile postérieure.
Le dessus de couleur bleu avec aux ailes antérieures l'apex, de l'angle interne au &:" du bord costal noir.
Le revers est ocre marqué de lignes de traits blans avec aux ailes postérieures deux ocelles rouge dont un en position anale.

## Écologie et distribution
Strephonota strephon est présent au Pérou, au Surinam, en Guyana et en Guyane,.

### Protection
Pas de statut de protection particulier.